# Sant Jordi (Rebeca Muñoz)
Sant Jordi és una escultura de Rebeca Muñoz inaugurada el 2023, instal·lada a tocar de l'Antic Hospital de Santa Magdalena i mirant cap al pont Vell de Montblanc, després de la seva rehabilitació arran de la riuada del Francolí d'octubre del 2019 que va provocar greus inundacions a la Conca de Barberà.

## Descripció
L'estàtua, amb Sant Jordi sobre una peanya vestit com ho feien els cavallers durant l'edat mitjana, mostra un guerrer cobert amb una armadura en una posició reposada, amb l'espasa enfundada i recolzat sobre l'escut amb la creu de Sant Jordi, com si es trobés «davant de la batalla, quan els herois es troben en una situació de dubte abans de fer coses extraordinàries».
Per a Rebeca Muñoz, l'execució de l'obra de Sant Jordi de Montblanc va ser una lluita per a matar el drac del càncer perquè va realitzar aquesta obra mentre estava fent teràpia de quimioteràpia.